# Kristalna voda
Kristalna voda je voda u kemijskim spojevima. Nalazi se u kristalima određenih soli u obliku molekula H2O na određenim mjestima kristalne rešetke. 
Iz soli se kristalnu vodu izdvaja zagrijavanjem. Kristali u čijem se sastavu nalazi kristalna voda nzivaju se hidrirani kristali. Soli hidriranih kristala nazivamo hidrati.
Ostali oblici u kojima je voda u mineralima su: konstitucijska voda, adsorpcijska voda, higroskopna voda i mehanički uklopljena voda.